# Fascispira
Fascispira es un género de foraminífero bentónico considerado un sinónimo posterior de Fallotia de la familia Meandropsinidae, de la superfamilia Soritoidea, del suborden Miliolina y del orden Miliolida. Su especie tipo era Fascispira colomi. Su rango cronoestratigráfico abarcaba el Cretácico superior.

## Clasificación
Fascispira incluye a las siguientes especies:
- Fascispira colomi †
- Fascispira dordonica †